# Coto (Talamanca)
Coto (Cocto), peme američkih Indijanaca iz Kostarike, koje je živjelo sjeverno od zaljeva Dulce. Jezično su najbliži s Borucama s kojima pripadaju široj skupini Talamanca, jezična porodica čibčan.
Coto se spominju kao neprijatelji Quepo Indijanaca, plemena koje je živjelo sjevernije od njih, a pripadalo je istoj skupini. Boruca su, piše Johnson u Handbook of So. Am. Indians, možda potomci starih Coto Indijanaca, a daje i mogućnost da su Coto i njima srodni Quepo, Burucaca i Turucaca, njihova podplemena.